# Helvetia (Medan Helvetia)
Helvetia is een bestuurslaag in het regentschap Medan van de provincie Noord-Sumatra, Indonesië. Helvetia telt 11.305 inwoners (volkstelling 2010).